# Bataille de Kambula
Guerre anglo-zouloue
Batailles
- Inyezane
- Isandhlwana
- Rorke's Drift
- Eshowe
- Ntombe
- Hlobane
- Kambula
- Gingindlovu
- Ulundi

La bataille de Kambula est livrée le 29 mars 1879 en Afrique du Sud, pendant la guerre anglo-zouloue (1879). Les 2000 Britanniques du colonel Evelyn Wood, retranchés derrière une redoute et des chariots repoussent l'assaut de 25 000 guerriers zoulous, puis les mettent en déroute lors d'une charge à la baïonnette.

## Le prélude
À la suite du désastre éprouvé par l'armée britannique à la bataille de Hlobane le 28 mars 1879, les forces du Colonel Evelyn Wood s'apprêtent à subir l'assaut de tout l'impi zoulou. Le 29 mars, peu après l'aube, les Rangers du Transvaal partent en éclaireurs pour tenter de le localiser et en attendant leur retour, le bétail est mis à paître tandis qu'après délibération, deux compagnies sont envoyées ramasser du bois.
À 11 heures, les rangers reviennent et annoncent que l'impi approche et qu'il devrait attaquer Kambula vers midi. Il se compose de 25 000 hommes environ et comprend des régiments présents à la bataille d'Isandhlwana, dont les guerriers sont équipés de fusils pris aux soldats britanniques tués lors de l'affrontement, et l'impi des abaQulusi de Hlobane. Et peu après, l'armée zouloue est en vue, à cinq milles (soit environ 8 kilomètres) des positions anglaises. Elle vient de l'ouest et avance en cinq colonnes.
Aussitôt, le bétail est ramené et les ramasseurs de bois rappelés. Confiant dans son système de défense et dans la discipline et la promptitude de ses hommes à se mettre en alerte, Wood ordonne que leur déjeuner soit servi.

## Les défenses de Kambula
Les défenses de Kambula consistent en un "laager" hexagonal formé de chariots étroitement serrés les uns contre les autres, et en un kraal séparé pour le bétail, édifié au bord de la face sud d'une crête. Des tranchées et des parapets en terre les entourent et une redoute en pierre a été construite sur une butte, juste au nord du kraal. Une palissade protège les 500 yards qui séparent le kraal de la redoute, tandis que 4 canons de 7 livres sont positionnés entre la redoute et le laager pour couvrir les approches du nord. Deux canons installés dans la redoute garantissent l'accès du nord-est.
Deux compagnies occupent la redoute, une compagnie le kraal à bétail et le reste des fantassins le laager. Les artilleurs ont reçu pour instruction d'abandonner leurs pièces et de se réfugier dans le laager si les Zoulous parviennent au corps à corps. En tout, Wood dispose de 121 hommes de la Royal Artillery et des Royal Engineers, 1238 fantassins et 638 cavaliers. Avec l'état-major, il a 2 000 hommes sous ses ordres dont 88 malades hospitalisés.

## La bataille
À 12 heures 45, les tentes sont pliées, les munitions distribuées et les soldats sont à leurs emplacements de combat. Comme les troupes prennent position, elles aperçoivent l'aile droite de l'impi zoulou. Elle se déploie en arc de cercle au nord-ouest du dispositif britannique, hors de portée de l'artillerie et s'arrête. Quant à la corne gauche et au centre de l'armée zouloue, ils poursuivent leur progression jusqu'à ce qu'ils soient exactement au sud de Kambula. À 13 heures 30, le lieutenant-colonel Redvers Henry Buller propose de harceler la corne droite avec ses cavaliers afin de l'inciter à se lancer dans une attaque prématurée. Sa suggestion étant retenue les cavaliers britanniques se dirigent vers leur objectif et arrivés à portée de tir, fusillent les rangs compacts des zoulous puis s'en retournent à bride abattue, poursuivis par une immense vague de onze mille guerriers. Aussitôt que les cavaliers ont atteint Kambula et dégagé le champ de tir, l'infanterie ouvre le feu soutenue par les quatre canons de 7 livres. Ceux-ci sont d'abord chargés avec des obus, puis comme les Zoulous se rapprochent, avec de la mitraille. Une poignée de guerriers parvient à pénétrer dans le laager mais ils sont repoussés à coups de baïonnettes; cependant le gros des forces zouloues est stoppé dans son élan par la puissance de feu britannique et ne peut s'approcher des chariots. Des tentatives pour déborder par l'ouest les défenses anglaises échouent et après une demi-heure de tentatives infructueuses et sanglantes, les Zoulous se replient sur leurs positions initiales.

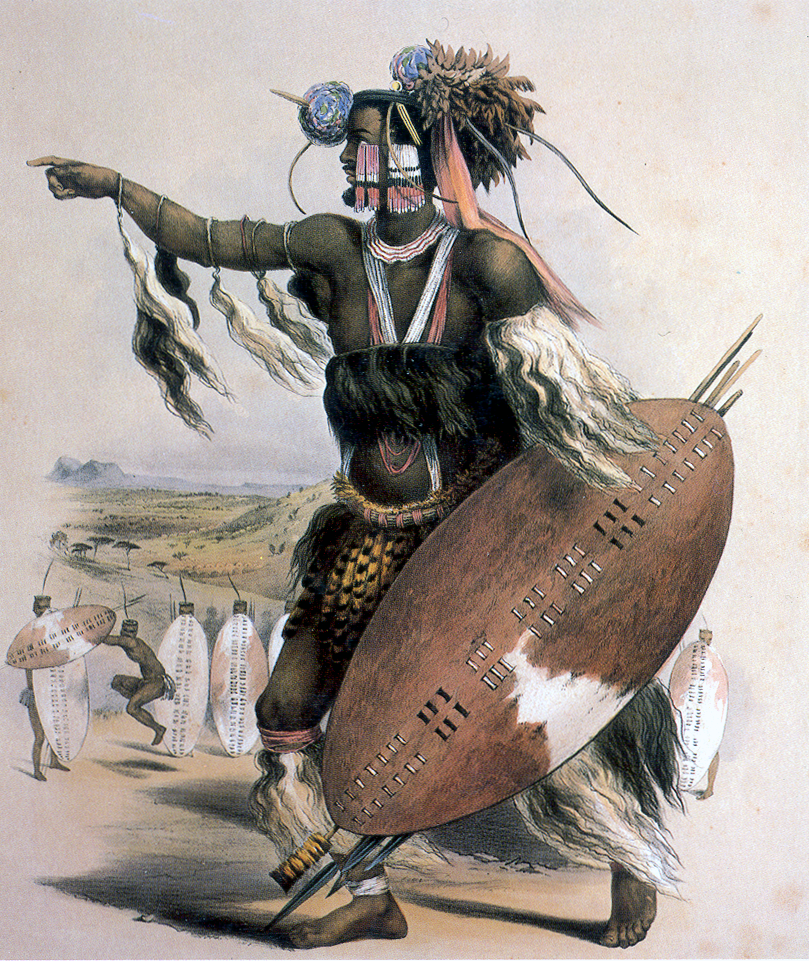
Chef zoulou

## Les conséquences
Plus de 800 cadavres zoulous sont dénombrés aux alentours des positions britanniques. Par ailleurs, des centaines de guerriers périssent dans le ravin et lors de la poursuite de l'impi en retraite par les vainqueurs. 18 soldats britanniques sont morts dans la bataille, et 8 officiers et 57 hommes sont blessés (11 succombent par la suite).
Kambula marque un tournant dans le conflit. Les Zoulous réalisent en effet que quel que soit le courage qui les anime, leurs sagaies et leurs boucliers ne font pas le poids face à l'artillerie et aux fusils Martini-Henry adverses et jamais plus ils n'attaqueront avec une telle détermination de front.

## Romans
- David Ebsworth, The Kraals of Ulundi, Silverwood Books, 2014.
- Philippe Morvan, Les fils du ciel, Calmann-Lévy, 2021.